# Зутфельд
Зутфельд (нім. Suthfeld) — громада в Німеччині, розташована в землі Нижня Саксонія. Входить до складу району Шаумбург. Складова частина об'єднання громад Ненндорф.
Площа — 5,05 км2. Населення становить 1491 ос. (станом на 31 грудня 2021).